# 汉州
汉州，唐朝时设置的州。

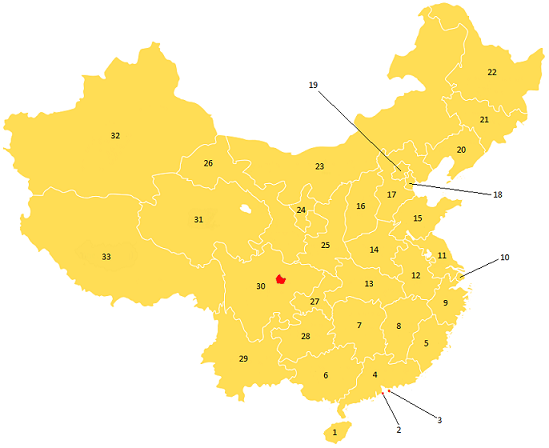
唐朝汉州大致范围

垂拱二年（686年）析益州置，治所在雒县（今四川省广汉市）。户六万九千五，口三十万八千二百三。下领五县：雒县、德阳县、什邡县、绵竹县、金堂县。辖境相当今四川省广汉、德阳、绵竹、什邡等市地。宋朝时属成都府路。南宋端平中废。元朝中统元年（1260年）复置，省雒县入州。属成都路。明、清属成都府。清朝时不领县，1913年改为广汉县。
唐朝汉州刺史
- 张敬之（武周时）
- 钱节（武周时）
- 裴孜察（武周时）
- 云昌（武周、中宗时）
- 沈成业（唐中宗时）
- 杨令深（唐睿宗时）
- 李择言（724年）
- 杨令珪（开元前期）
- 崔克让（开元前期）
- 房某（728年）
- 独孤炫（739年）
- 独孤充忠（开元年间）
- 崔宁（开元年间）
- 李昶（开元年间）
- 房琯（760年—762年）
- 王某（763年）
- 崔宁（764年—765年）
- 李承晊（大历年间）
- 韦少华（783年—784年）
- 杨顼（贞元年间）
- 卢士珵（大历末年）
- 王真（809年）
- 南缵（811年）
- 崔佶（元和年间）
- 尉迟锐（821年）
- 薛元赏（830年—832年）
- 韦某（855年）
- 杜子迁（大中年间）
- 陈会（大中年间）
- 赵璘（咸通年间）
- 李推贤（871年—874年）
- 张顼（887年）
- 顾彦晖（887年—889年）
- 王建（889年）
- 王宗夔（大顺年间）
- 王宗韬（大顺、景福年间）
- 王宗裕（904年—905年）
- 王宗播（906年—907年）